# ニコラ・アネルカ
ニコラ・セバスティアン・アネルカ（Nicolas Sébastien Anelka, 1979年3月14日 - ）は、フランス・イヴリーヌ県ル・シェネ出身の元サッカー選手、現サッカー指導者。元フランス代表。現役時代のポジションはフォワード。

## 経歴
1996年にフランスリーグ・アンのパリ・サンジェルマンで選手生活をスタート。育成段階から指導者の評価は高く、同じFWで2歳年上のティエリ・アンリやダヴィド・トレゼゲよりも将来を期待されていた。その後、18歳ながら50万ポンドという異例の高額で1997年にプレミアリーグ・アーセナルへ移籍し、得点を着実に重ねて評価を上げた。ペレはこの頃の彼を、「ストライカーに必要なものを全て兼ね備えている」と評した。1999年にスペインのレアル・マドリードに移籍するも、怪我もあり不振が続き、高い評価を得られなかった。UEFAチャンピオンズリーグでは予選で2度大敗した天敵バイエルンに準決勝で2得点を奪い、勝利に貢献するという活躍もあったが退団。それからパリ・サンジェルマン、リヴァプール、マンチェスター・シティと移籍を繰り返し、フランス代表からは遠ざかっていた。常々フランス代表のメンバーに名を列ねているが、過去3度のW杯の代表選考では最後の方で毎回落選している。唯一EURO2000の時だけメンバーに選ばれ、優勝を経験。
ジャック・サンティニが指揮を執るフランス代表ではなかなかメンバーに定着せず、怪我をしたシドニー・ゴブの代理招集を拒否してからは完全に代表と決別。2005年1月に移籍したトルコのフェネルバフチェSKでの活躍により、11月上旬に行われたコスタリカとの親善試合で、およそ3年ぶりに代表復帰を果たした。しかし2006年ドイツW杯時にフランス代表FWのジブリル・シセが骨折で絶望となった際にもレイモン・ドメネク監督に批判的だと見られた彼は代表に招集されず代役として選ばれたのはシドニー・ゴブだった。
2006年8月にボルトンに1180万ユーロで移籍。2008年1月までに53試合出場21得点の成績を残し、同年1月11日にチェルシーに1500万ポンド（約32億円）で移籍。しかし本職のCFではなくウィングを任されるなど本来の力は発揮できず、わずか2得点に終わる。2008-09シーズンはスコラーリ監督の下、CFのレギュラーとしてゴールを量産。監督がヒディンクに代わってからはディディエ・ドログバに出場機会を譲ることが多くなるが、結局シーズン通算19得点でプレミアリーグ得点王に輝いた。ドログバとの2トップを自ら望むなど、その性格からは珍しい一面を見せたが、これはリヴァプール時代にマイケル・オーウェンと2トップを組んだ時などチャンスメイクする楽しさを覚えたからだという。なお、ルイス・フェリペ・スコラーリには「ドログバとの共存は不可能」と言われていたが、その後ドログバとは素晴らしい連携を見せるようになり、プレミアリーグでも屈指の2トップとなった。後にアネルカは「チェルシーに入団した時からドログバと一緒にプレーしたかった」と語っている。

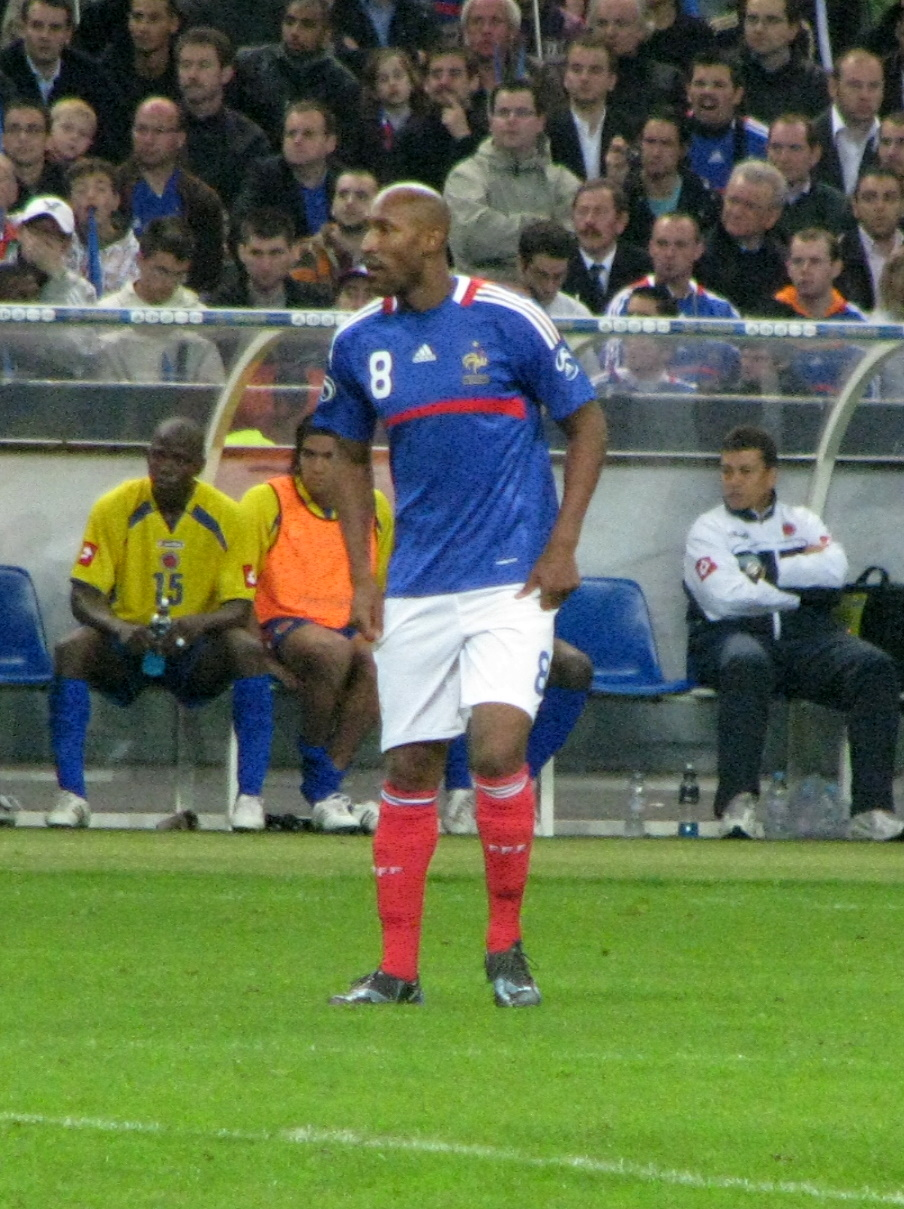
フランス代表でのアネルカ（2008年）

2010 FIFAワールドカップのメンバーに選出されたが、グループステージ2戦目のメキシコ戦のハーフタイム中、ドメネク監督に対して暴言を吐いたとしてチームから追放された。その後、フランスサッカー協会に18試合（親善試合も含む）の出場停止を言い渡された。大会後に代表引退を表明した。
2012年1月、中国サッカー・スーパーリーグの上海申花に移籍し、7月にはチェルシー時代の同僚ドログバと再会するも給料の未払いなどから共に移籍を志願した。
2013年1月、ユヴェントスFCに5ヶ月間の契約で加入するも出場機会はほとんどなかった。
2013年7月、ウェスト・ブロムウィッチ・アルビオンFCに移籍決定。背番号は39番。2013年12月28日に行われたウェストハム・ユナイテッドFC戦で「ケネル」と言われる反ユダヤ主義のジェスチャーをし、5試合の出場停止と8万ポンドの罰金処分を受けた。なお、この騒動でウェスト・ブロムウィッチの胸スポンサーを務めていたZoopla社が2013-14シーズン限りでの撤退を決定した。この騒動で出場停止中に、自身のTwitterでウェスト・ブロムウィッチとの契約解除を発表、ウェスト・ブロムウィッチは否定したが、ソーシャルメディアを使用した発表を規律違反と見なされ解雇を通告された。
2014年4月6日、アトレチコ・ミネイロのアレシャンドレ・カリウ会長が自身のTwitterでアネルカのアトレチコ・ミネイロ加入をツイートした。しかし、アネルカがクラブに知らせずクウェートで行われたイベントに勝手に参加したことにより、4月15日にアトレチコ・ミネイロ幹部のエドゥアルド・マルフが契約の取りやめを明らかにした。
2014年9月15日、ムンバイ・シティFCに移籍。2015年7月、2015シーズンは選手兼任監督に就任することが発表された。2015シーズン終了後にムンバイを退団、以来無所属となっており、アネルカ本人は現役引退を表明していないが、これが事実上の現役引退となった。
2017年2月、エールディヴィジのローダJCはアネルカがクラブのコンサルタントに就任したことを発表した。
2018年11月、リールのアカデミーのFWコーチに就任。

## 人物
ヴェルサイユ生まれだが両親はフランス領マルティニーク出身で、本人は2004年にムスリムであることを公表している。「Abdul-Salam Bilal」というムスリム名を持っている。
これまで6ヶ国、12クラブを渡り歩いており、チェルシーに移籍した時点での彼へのこれまでの移籍金の総額は8700万ユーロ（約140億円）に上り、これはクリスティアーノ・ロナウドがレアル・マドリードに移籍するまでサッカー史上最高額であった。アネルカ自身、様々な土地のクラブでプレーすることに魅力を感じている。
かつての恩師であったアーセン・ベンゲルからは「自分が指導した中で最も優れたFW」と称賛されている。

## 個人成績

### クラブでの成績
7 February 2013現在
| クラブ       | クラブ                   | クラブ                 | リーグ   | リーグ   | カップ                 | カップ                 | リーグ杯                 | リーグ杯                 | 国際大会   | 国際大会   | その他 | その他 | 通算 | 通算 |
| シーズン     | クラブ                   | リーグ                 | 出場     | 得点     | 出場                   | 得点                   | 出場                     | 得点                     | 出場       | 得点       | 出場   | 得点   | 出場 | 得点 |
| フランス     | フランス                 | フランス               | リーグ   | リーグ   | クープ・ドゥ・フランス | クープ・ドゥ・フランス | クープ・ドゥ・ラ・リーグ | クープ・ドゥ・ラ・リーグ | ヨーロッパ | ヨーロッパ | その他 | その他 | 通算 | 通算 |
| ------------ | ------------------------ | ---------------------- | -------- | -------- | ---------------------- | ---------------------- | ------------------------ | ------------------------ | ---------- | ---------- | ------ | ------ | ---- | ---- |
| 1995-96      | パリ・サンジェルマンFC   | リーグ・アン           | 2        | 0        | 0                      | 0                      | 0                        | 0                        | 0          | 0          | 0      | 0      | 2    | 0    |
| 1996-97      | パリ・サンジェルマンFC   | リーグ・アン           | 8        | 1        | 0                      | 0                      | 1                        | 0                        | 1          | 0          | 0      | 0      | 10   | 1    |
| イングランド | イングランド             | イングランド           | リーグ   | リーグ   | FAカップ               | FAカップ               | フットボールリーグカップ | フットボールリーグカップ | ヨーロッパ | ヨーロッパ | その他 | その他 | 通算 | 通算 |
| 1996-97      | アーセナルFC             | プレミアリーグ         | 4        | 0        | 0                      | 0                      | 0                        | 0                        | 0          | 0          | –      | –      | 4    | 0    |
| 1997-98      | アーセナルFC             | プレミアリーグ         | 26       | 6        | 9                      | 3                      | 3                        | 0                        | 2          | 0          | –      | –      | 40   | 9    |
| 1998-99      | アーセナルFC             | プレミアリーグ         | 35       | 17       | 5                      | 0                      | 0                        | 0                        | 5          | 1          | 1      | 1      | 46   | 19   |
| スペイン     | スペイン                 | スペイン               | リーグ   | リーグ   | コパ・デル・レイ       | コパ・デル・レイ       | コパ・デ・ラ・リーガ     | コパ・デ・ラ・リーガ     | ヨーロッパ | ヨーロッパ | その他 | その他 | 通算 | 通算 |
| 1999-00      | レアル・マドリード       | リーガ・エスパニョーラ | 19       | 2        | 1                      | 0                      | –                        | –                        | 10         | 2          | 3      | 3      | 33   | 7    |
| フランス     | フランス                 | フランス               | リーグ   | リーグ   | クープ・ドゥ・フランス | クープ・ドゥ・フランス | クープ・ドゥ・ラ・リーグ | クープ・ドゥ・ラ・リーグ | ヨーロッパ | ヨーロッパ | その他 | その他 | 通算 | 通算 |
| 2000-01      | パリ・サンジェルマンFC   | リーグ・アン           | 27       | 8        | 0                      | 0                      | 1                        | 0                        | 9          | 5          | –      | –      | 37   | 13   |
| 2001-02      | パリ・サンジェルマンFC   | リーグ・アン           | 12       | 2        | 1                      | 0                      | 0                        | 0                        | 7          | 3          | –      | –      | 20   | 5    |
| イングランド | イングランド             | イングランド           | リーグ   | リーグ   | FAカップ               | FAカップ               | フットボールリーグカップ | フットボールリーグカップ | ヨーロッパ | ヨーロッパ | その他 | その他 | 通算 | 通算 |
| 2001-02      | リヴァプールFC           | プレミアリーグ         | 20       | 4        | 2                      | 1                      | 0                        | 0                        | 0          | 0          | 0      | 0      | 22   | 5    |
| 2002-03      | マンチェスター・シティFC | プレミアリーグ         | 38       | 14       | 1                      | 0                      | 2                        | 0                        | –          | –          | –      | –      | 41   | 14   |
| 2003-04      | マンチェスター・シティFC | プレミアリーグ         | 32       | 16       | 4                      | 4                      | 2                        | 0                        | 5          | 4          | –      | –      | 43   | 24   |
| 2004-05      | マンチェスター・シティFC | プレミアリーグ         | 19       | 7        | 0                      | 0                      | 0                        | 0                        | –          | –          | –      | –      | 19   | 7    |
| トルコ       | トルコ                   | トルコ                 | League   | League   | テュルキエ・クパス     | テュルキエ・クパス     | リーグ杯                 | リーグ杯                 | ヨーロッパ | ヨーロッパ | その他 | その他 | 通算 | 通算 |
| 2004-05      | フェネルバフチェSK       | スュペル・リグ         | 14       | 4        | 2                      | 0                      | –                        | –                        | 2          | 0          | –      | –      | 18   | 4    |
| 2005-06      | フェネルバフチェSK       | スュペル・リグ         | 25       | 10       | 6                      | 2                      | –                        | –                        | 6          | 0          | –      | –      | 37   | 12   |
| 2006-07      | フェネルバフチェSK       | スュペル・リグ         | 0        | 0        | 0                      | 0                      | –                        | –                        | 2          | 0          | –      | –      | 2    | 0    |
| イングランド | イングランド             | イングランド           | リーグ   | リーグ   | FAカップ               | FAカップ               | フットボールリーグカップ | フットボールリーグカップ | ヨーロッパ | ヨーロッパ | その他 | その他 | 通算 | 通算 |
| 2006-07      | ボルトン・ワンダラーズFC | プレミアリーグ         | 35       | 11       | 3                      | 0                      | 1                        | 1                        | –          | –          | –      | –      | 39   | 12   |
| 2007–08      | ボルトン・ワンダラーズFC | プレミアリーグ         | 18       | 10       | 0                      | 0                      | 0                        | 0                        | 4          | 1          | –      | –      | 22   | 11   |
| 2007–08      | チェルシーFC             | プレミアリーグ         | 14       | 1        | 3                      | 1                      | 2                        | 0                        | 5          | 0          | 0      | 0      | 24   | 2    |
| 2008-09      | チェルシーFC             | プレミアリーグ         | 37       | 19       | 5                      | 4                      | 0                        | 0                        | 12         | 2          | –      | –      | 54   | 25   |
| 2009-10      | チェルシーFC             | プレミアリーグ         | 33       | 11       | 4                      | 1                      | 0                        | 0                        | 7          | 3          | 1      | 0      | 45   | 15   |
| 2010-11      | チェルシーFC             | プレミアリーグ         | 32       | 6        | 3                      | 1                      | 1                        | 2                        | 9          | 7          | 1      | 0      | 46   | 16   |
| 2011-12      | チェルシーFC             | プレミアリーグ         | 9        | 1        | 0                      | 0                      | 2                        | 0                        | 4          | 0          | –      | –      | 15   | 1    |
| 中国         | 中国                     | 中国                   | リーグ   | リーグ   | FAカップ               | FAカップ               | CSL杯                    | CSL杯                    | アジア     | アジア     | その他 | その他 | 通算 | 通算 |
| 2012         | 上海申花                 | スーパーリーグ         | 22       | 3        | 2                      | 0                      | –                        | –                        | –          | –          | –      | –      | 24   | 3    |
| イタリア     | イタリア                 | イタリア               | リーグ杯 | リーグ杯 | コッパ・イタリア       | コッパ・イタリア       | リーグ杯                 | リーグ杯                 | ヨーロッパ | ヨーロッパ | その他 | その他 | 通算 | 通算 |
| 2012-13      | ユヴェントスFC           | セリエA                | 2        | 0        | 0                      | 0                      | –                        | –                        | 1          | 0          | 0      | 0      | 3    | 0    |
| 通算         | フランス                 | フランス               | 49       | 11       | 1                      | 0                      | 2                        | 0                        | 17         | 8          | 0      | 0      | 69   | 19   |
| 通算         | イングランド             | イングランド           | 352      | 122      | 39                     | 15                     | 13                       | 3                        | 53         | 18         | 3      | 1      | 460  | 159  |
| 通算         | スペイン                 | スペイン               | 19       | 2        | 1                      | 0                      | —                        | —                        | 10         | 2          | 3      | 3      | 33   | 7    |
| 通算         | トルコ                   | トルコ                 | 39       | 14       | 8                      | 2                      | —                        | —                        | 10         | 0          | —      | —      | 57   | 16   |
| 通算         | 中国                     | 中国                   | 22       | 3        | 2                      | 0                      | —                        | —                        | —          | —          | —      | —      | 24   | 3    |
| 通算         | イタリア                 | イタリア               | 2        | 0        | 0                      | 0                      | 0                        | 0                        | 1          | 0          | 0      | 0      | 3    | 0    |
| 総通算       | 総通算                   | 総通算                 | 483      | 152      | 51                     | 17                     | 15                       | 3                        | 91         | 28         | 6      | 4      | 646  | 204  |

## 代表歴

### 出場大会
- フランス代表
  - 2010 FIFAワールドカップ

### 試合数
- 国際Aマッチ 69試合 14得点（1998年-2010年）[21][22]

| フランス代表 | 国際Aマッチ | 国際Aマッチ |
| 年           | 出場        | 得点        |
| ------------ | ----------- | ----------- |
| 1998         | 3           | 1           |
| 1999         | 7           | 2           |
| 2000         | 10 註1      | 2 註1       |
| 2001         | 7           | 1           |
| 2002         | 1           | 0           |
| 2003         | 0           | 0           |
| 2004         | 0           | 0           |
| 2005         | 2           | 1           |
| 2006         | 3           | 1           |
| 2007         | 10          | 3           |
| 2008         | 11          | 1           |
| 2009         | 9           | 2           |
| 2010         | 6           | 0           |
| 通算         | 69          | 14          |

註1 フランスサッカー連盟は2000年8月16日に行われたFIFA選抜戦を国際Aマッチとして認めている。

## 獲得タイトル

### クラブ
- アーセナルFC
  - プレミアリーグ : 1 (1997-98)
  - FAカップ : 1 (1997-98)
  - FAコミュニティ・シールド : 1 (1998-99)
- レアル・マドリード
  - UEFAチャンピオンズリーグ : 1 (1999-00)
- パリ・サンジェルマン
  - UEFAインタートトカップ : 1 (2001-02)
- フェネルバフチェSK　
  - シュペルリガ : 1 (2004-05)
- チェルシーFC
  - プレミアリーグ : 1 (2009-10)
  - FAカップ : 2 (2008-09, 2009-10)
  - FAコミュニティ・シールド : 1 (2009)
- ユヴェントスFC
  - セリエA : 1 (2012-13)

### 代表
- フランス
- EURO2000
- FIFAコンフェデレーションズカップ2001

### 個人タイトル
- プレミアリーグ月間最優秀選手 : 2 (1998年2月、2008年9月)
- PFA年間ベストイレブン : 2 (1999, 2009)
- PFA年間最優秀若手選手賞 : 1 (1999)
- プレミアリーグ得点王 : 1 (2008-09)